# TRACE

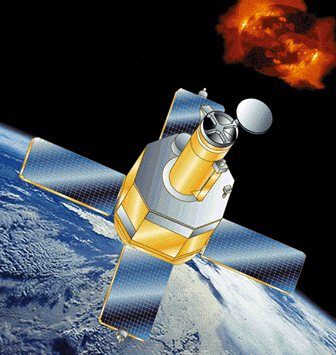
صورة فنية لمسبار تريس في فلكه حول الأرض.

تريس في علم الفلك (بالإنجليزية: TRACE) هو مرصد فضائي للشمس، واسمه مختصر عن الإنجليزية Transition Region And Coronal Explorer، أي «مستكشف المنطقة الانتقالية والهالة الشمسية». ومو عبارة عن تلسكوب فضائي صنع خصيصا لدراسة الهالة الشمسية، أرسلته ناسا وسوف يقوم ببرنامج قياسات، ويسمى المرصد أيضا «المستكشف 73».
يوجد على متن القمر الصناعي تلسكوب كاسيجرين لقياس الأشعة فوق البنفسجية، ذو مرآة مقعرة بقطر 30 سنتيمتر، وكاميرا 1024 في 1024 سي سي دي تسمح بالتصوير باتساع زاوية رؤية قدرها 5و8 دقيقة قوسية. وكان الغرض منه تتبع تطور بنيات المجال المغناطيسي للشمس، من باطنها إلى سطحها حتى الهالة، وفحص آلية التسخين في جو الشمس ومعرفة مصادر الانفجارات الشمسية ووالانبعاثات الكتلية الإكليلية.
أطلق القمر الصناعي يوم 2 أبريل 1998 على رأس صاروخ حامل من نوع «بيجاسوس»، وكانا على متن طائرة من نوع «لوكهيد L-1011». أقلعت الطائرة بحمولتها من قاعدة فاندنبرج للقوات الجوية الأمريكية في كاليفورنيا، وانطلق الصاروخ منها عند «نقطة أرجيلو» فوق المحيط الهادي. وحمل الصاروخ بيجاسوس القمر التلسكوب إلى مدار حول الأرض يكون متزامنا في اتجاه الشمس. بهذا لا يحجب ظل الأرض التلسكوب عن الشمس في كل وقت، بحيث يسمح برصد الشمس بصفة مستمرة. وقام التلسكوب بصفة أساسية بتكملة القياسات التي أجراها القمر الصناعي سوهو (مسبار شمسي)، حيث كان في استطاعة تريس رصد سطح الشمس بدقة أعلى من التباين. وانتهت بعثة تريس يوم 22 يونيو 2010.

## تصميم التلسكوب
التلسكوب مزود بمرآة مقعرة قطر 30 سنتيمتر، وكاميرا 1024 في 1024 بك سي سي دي، ويستطيع ألتقاط صور بزاوية رؤية اتساعها 5و8 دقيقة قوسية. والتلسكوب مصمم للحصول على صور في مختلف نطاقات طول موجة الضوء من الضوء المرئي إلى خط طيف لايمان-ألفا حتى نطاق الأشعة فوق البنفسجية البعيدة. ويؤول مختلف أطوال الموجة المسجلة إلى إصدارات الأشعة من البلازما بين درجة حرارة 4.000 كلفن إلى 4.000.000 كلفن (بالمقارنة درجة حرارة سطح الشمس 5780 كلفن، ودرجة حرارة الهالة عدة ملايين كلفن).

## صور الشمس إلتقطها تريس

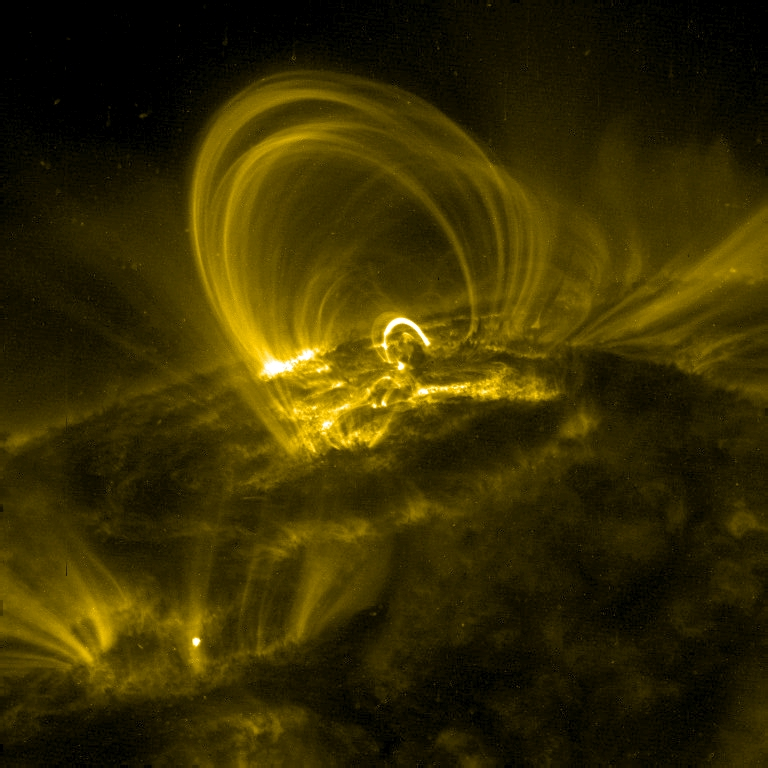
حلقات مغناطيسية تبلغ درجة حرارتها عدة ملايين كلفن
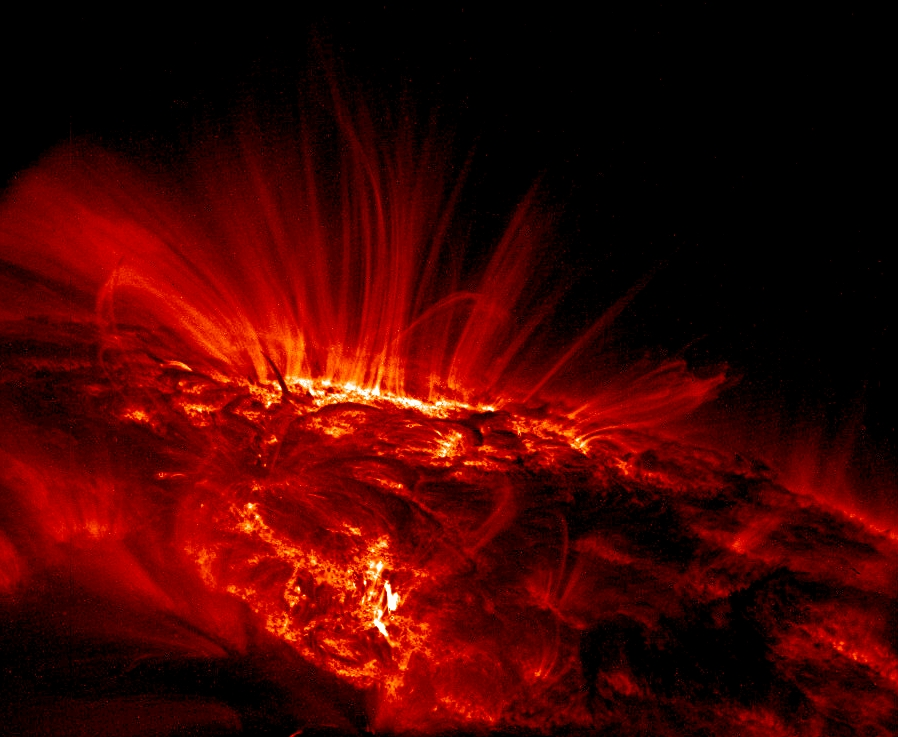
صورة أحد البقع الشمسية إلتقطها تريس
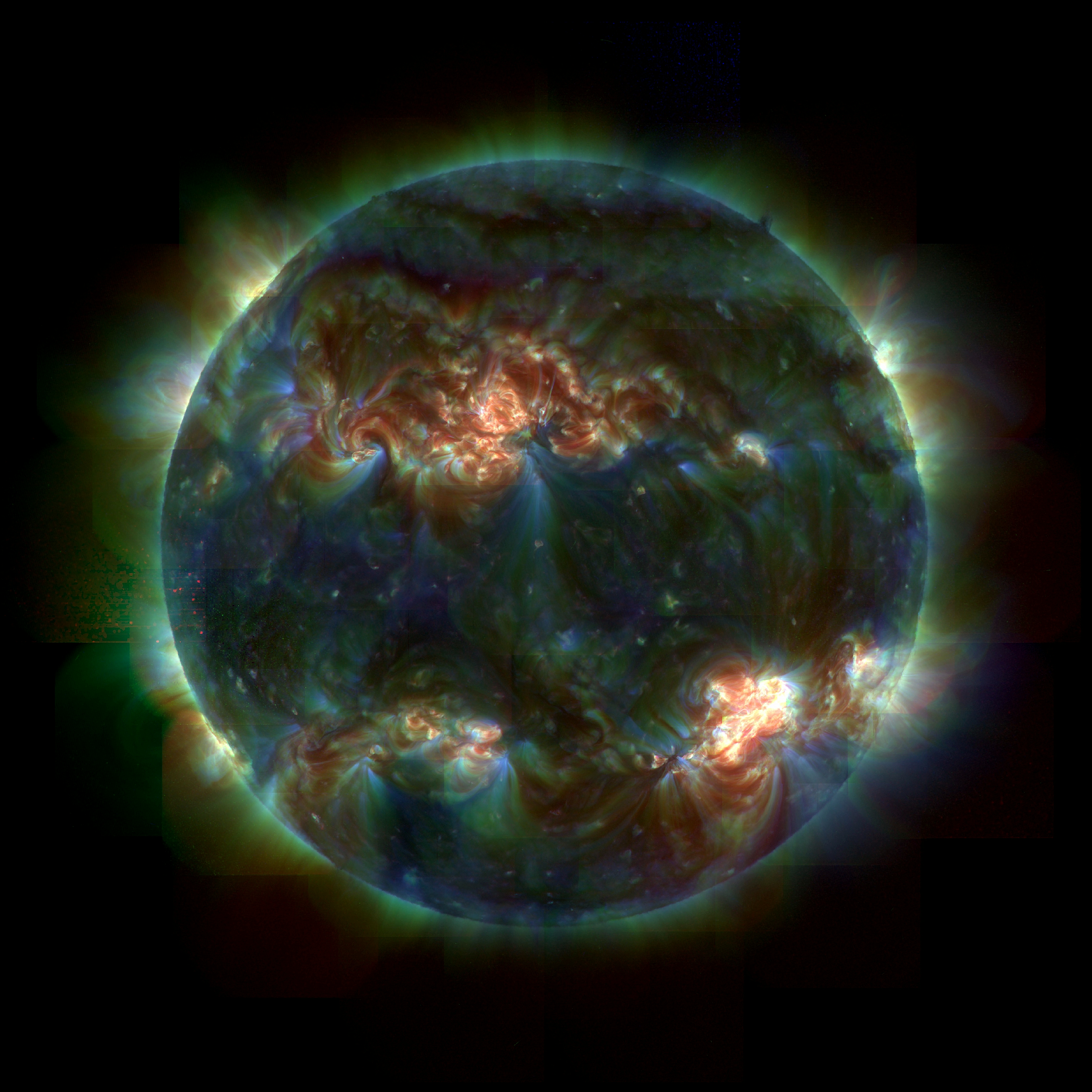
صور مركبة لقرص الشمس كاملا

كما يمكنك رؤية صور أخرى للشمس إلتقطها سوهو (مسبار شمسي).